# 992 v.Chr.

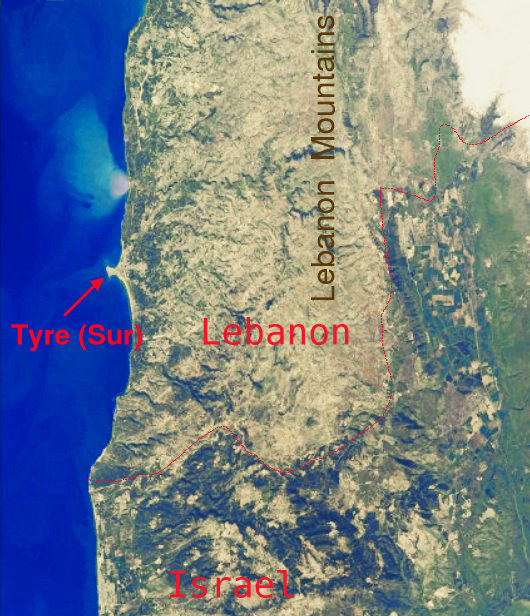
Tyrus

Het jaar 992 v.Chr. is een jaartal in de 10e eeuw v.Chr. volgens de christelijke jaartelling.

## Gebeurtenissen

### Libanon
- De havenstad Tyrus wordt het eindpunt van belangrijke karavaanroutes en als overslaghaven overvleugelt het Sidon in het Middellandse Zeegebied met handelsposten en nederzettingen in Italië en Spanje.

### Egypte
- In Opper-Egypte bestijgt hogepriester Smendes II (992 - 990 v.Chr.) de troon. Hij volgt zijn vader Menkheperre op.

## Overleden
- Menkheperre, hogepriester/farao van Opper-Egypte